# 웰스 파고
웰스 파고 앤드 컴퍼니(Wells Fargo & Company, NYSE: WFC)는 미국의 다국적 금융 서비스 기업이다. 웰스 파고는 자산 기준으로 미국에서 4번째로 큰 은행으로, 시가총액으로는 최대 기업이다. 웰스 파고는 예금, 주택 융자 서비스, 데빗 카드 기준으로 2번째로 큰 은행이다. 2019년 웰스 파고는 미국에서 29번째로 큰 기업이다. 웰스 파고의 본사는 미국 캘리포니아주 샌프란시스코에 위치해 있지만 미국 전역으로 여러 자회사가 있다.
2007년에 웰스 파고는 S&P가 AAA 등급을 매긴 미국 내 유일한 은행이었으나 2007-2008년 세계 금융 위기에 들어서면서 AA-로 하향되었다 이 기업의 주 분기점은 웰스 파고 뱅크 N.A.(Wells Fargo Bank, N.A.)로, 사우스다코타주 수폴스의 주 사무소가 위치해 있다.
웰스 파고는 뱅크 오브 아메리카, 시티그룹, JP모간 체이스와 더불어 미국의 4대 은행 가운데 하나에 속한다.

## 역사
1852년, 아메리칸 엑스프레스의 두 설립자 헨리 웰스와 윌리엄 G. 파고는 캘리포니아 주에 금융 서비스를 제공할 목적으로 웰스 파고 앤드 컴퍼니를 설립하였다.
현재의 웰스 파고는 1998년 미니애폴리스의 노웨스트사와 원래의 웰스 파고와의 합병의 결과물이다.

### 기업 인수
- 1986년: 미들랜드 뱅크의 크로커 내셔널 뱅크(Crocker National Bank)
- 1987년: 뱅크 오브 아메리카의 개인 신탁 업무
- 1988년: 바클레이스 은행
- 1996년: 퍼스트 인터스테이트 밴콥(First Interstate Bancorp)
- 2000년: 알래스카 국립 은행(National Bank of Alaska)
- 2000년: 퍼스트 시큐리티 코퍼레이션(First Security Corporation)
- 2001년: H.D. 베스트 파이낸셜 서비스
- 2007년: CIT 컨스트럭션
- 2007년: 플레이서 시에라 은행
- 2007년: 그레이터 베이 밴코프
- 2008년: United Bancorporation of Wyoming
- 2008년: Century Bancshares of Texas[14]
- 2008년: 와코비아 코퍼레이션
- 2009년: North Coast Surety Insurance Services
- 2012년: 멀린 시큐리티스
- 2012년: 록 크리스 그룹 LP(The Rock Creek Group LP)의 주식

## 환경관련 활동
2009년 웰스파고는 뉴스위크에서 선정한 "그린 순위"에서 미국 500개의 대기업 중 은행보험업계에서는 1위, 전체에서는 13위를 차지하였다. 또한 2020년까지, 2008년과 비교하여 절대 그린하우스 가스 방출을 35 퍼센트로 줄인다는 회사의 목표를 제시하였다. 2013년에는 환경친화 기업에게 6천억 달러의 대출을 제공하였다.

## 스캔들

### 웰스 파고 계좌 위조 스캔들
2016년 후반에, 소비자 재정보호단체(CFPB)는 1억 8천 5백만달러에 달하는 소송을 웰스파고에 제기하였다. 웰스파고에서 허위계좌를 개설하였고, 고객에게 비정상적인 수수료를 청구하고 크레딧을 남용하여 제공한 혐의도 있었다.